# ریاضی اول دبستان
کتاب ریاضی اول دبستان یا ریاضی ۱،  کتابی است درسی و آموزشی که توسط اداره کل چاپ و توزیع کتابهای درسی منتشر شده‌است. این کتاب درسی برای آموزش ریاضی پایه اول دبستان اختصاص یافته‌است. کتاب شامل ۱۰ فصل می‌باشد.

## روش آموزش ریاضی اول دبستان
آموزش ریاضی اول دبستان کاری تخصصی است و لازم است معلم از روش های خلاقانه استفاده کند و همچنین اطلاعات روانشناسی بالایی داشته باشد. در آموزش ریاضی اول دبستان بهتر است نکات زیر رعایت شود:
- استفاده از نقاشی، شعر و قصه‌های کودکانه: از اصلی‌ترین موارد یادگیری تصویرسازی است. با تصویرسازی می‌توانید ذهن کودک را برای مطالب آماده کنید.

- بهتر است کودک همانند کاشفان باشد: کودک زمانی می‌تواند به‌خوبی چیزی را فرابگیرد که بتواند ارتباط خوبی با آن برقرار کند. درنتیجه فرایند تدریس را در مدرسه یا در کلاس خصوصی باید به نحوی پیش ببرید که کودک با مبحث درگیر شود.
- با استفاده از نشانه‌های کلیدی فرایند یادگیری را تسریع کنید: از اشکال و رنگ‌های موجود در کتاب استفاده کنید و با آن‌ها ذهن کودک را راجع به کلمه خاصی متمرکز کنید؛ مثلا از رنگ زرد یک شی استفاده کنید و بگویید که کودک دور اشکال زردرنگ خط بکشد. سپس نام شی را حدس بزند و حروف الفبایی آن را روی کاغذ جداجدا بنویسد. به این صورت هم توانسته‌اید شکلی را به او بیاموزید و هم حروف الفبا را به نحوی جدید به کودک آموزش داده‌اید.